# Ericameria ophitidis
Ericameria ophitidis là một loài thực vật có hoa trong họ Cúc. Loài này được (J.T.Howell) G.L.Nesom mô tả khoa học đầu tiên năm 1990.